# Olympische Sommerspiele 2024/Teilnehmer (Dschibuti)
| Gelbes Symbol für Goldmedaillen mit stilisierten Olympischen Ringen | Graues Symbol für Silbermedaillen mit stilisierten Olympischen Ringen | Braundes Symbol für Bronzemedaillen mit stilisierten Olympischen Ringen |
| ------------------------------------------------------------------- | --------------------------------------------------------------------- | ----------------------------------------------------------------------- |
| —                                                                   | —                                                                     | —                                                                       |

Dschibuti nahm an den Olympischen Spielen 2024 vom 26. Juli bis zum 11. August 2024 in Paris mit 7 Athleten (5 Männer, 2 Frauen) teil. Es war die insgesamt elfte Teilnahme an Olympischen Sommerspielen.

## Teilnehmer nach Sportarten

### Judo
Über die IJF-Weltrangliste konnte sich ein Judoka aus Dschibuti im Leichtgewicht der Männer qualifizieren.
| Athleten                | Wettbewerb       | 1. Runde    | 1. Runde | 2. Runde | 2. Runde | Achtelfinale  | Achtelfinale  | Viertelfinale | Viertelfinale | Halbfinale / Trostrunde | Halbfinale / Trostrunde | Finale / Platz 3 | Finale / Platz 3 | Rang |
| Athleten                | Wettbewerb       | Gegner      | Ergebnis | Gegner   | Ergebnis | Gegner        | Ergebnis      | Gegner        | Ergebnis      | Gegner                  | Ergebnis                | Gegner           | Ergebnis         | Rang |
| ----------------------- | ---------------- | ----------- | -------- | -------- | -------- | ------------- | ------------- | ------------- | ------------- | ----------------------- | ----------------------- | ---------------- | ---------------- | ---- |
| Männer                  |                  |             |          |          |          |               |               |               |               |                         |                         |                  |                  |      |
| Aden-Alexandre Houssein | Klasse bis 73 kg | M. Christow | 0s3:10   | —        | —        | ausgeschieden | ausgeschieden | ausgeschieden | ausgeschieden | ausgeschieden           | ausgeschieden           | ausgeschieden    | ausgeschieden    | 17   |

### Leichtathletik
Vier dschibutische Leichtathleten hatten die Olympianormen des Weltverbandes erreicht.
Laufen und Gehen
| Athleten               | Wettbewerb | Vorlauf      | Vorlauf | Halbfinale | Halbfinale | Finale        | Finale        | Rang          |
| Athleten               | Wettbewerb | Zeit         | Rang    | Zeit       | Rang       | Zeit          | Rang          | Rang          |
| ---------------------- | ---------- | ------------ | ------- | ---------- | ---------- | ------------- | ------------- | ------------- |
| Frauen                 |            |              |         |            |            |               |               |               |
| Samiyah Hassan Nour    | 5000 m     | 15:13,63 min | 15      | —          | —          | ausgeschieden | ausgeschieden | ausgeschieden |
| Männer                 |            |              |         |            |            |               |               |               |
| Mohamed Ismail Ibrahim | 5000 m     | 13:57,47 min | 15      | —          | —          | ausgeschieden | ausgeschieden | ausgeschieden |
| Abdi Waiss Mouhyadin   | 5000 m     | 14:11,88 min | 11      | —          | —          | ausgeschieden | ausgeschieden | ausgeschieden |
| Hassan Bouh Ibrahim    | Marathon   | —            | —       | —          | —          | 2:09:31 h     | 14            | 14            |

### Schwimmen
| Athleten               | Wettbewerb    | Vorlauf | Vorlauf | Halbfinale    | Halbfinale    | Finale        | Finale        | Rang |
| Athleten               | Wettbewerb    | Zeit    | Rang    | Zeit          | Rang          | Zeit          | Rang          | Rang |
| ---------------------- | ------------- | ------- | ------- | ------------- | ------------- | ------------- | ------------- | ---- |
| Frauen                 |               |         |         |               |               |               |               |      |
| Naima-Zahra Amison     | 50 m Freistil | 33,65 s | 75      | ausgeschieden | ausgeschieden | ausgeschieden | ausgeschieden | 75   |
| Männer                 |               |         |         |               |               |               |               |      |
| Houmed Houssein Barkat | 50 m Freistil | 26,00 s | 54      | ausgeschieden | ausgeschieden | ausgeschieden | ausgeschieden | 54   |